# Wittenberger Kapitulation

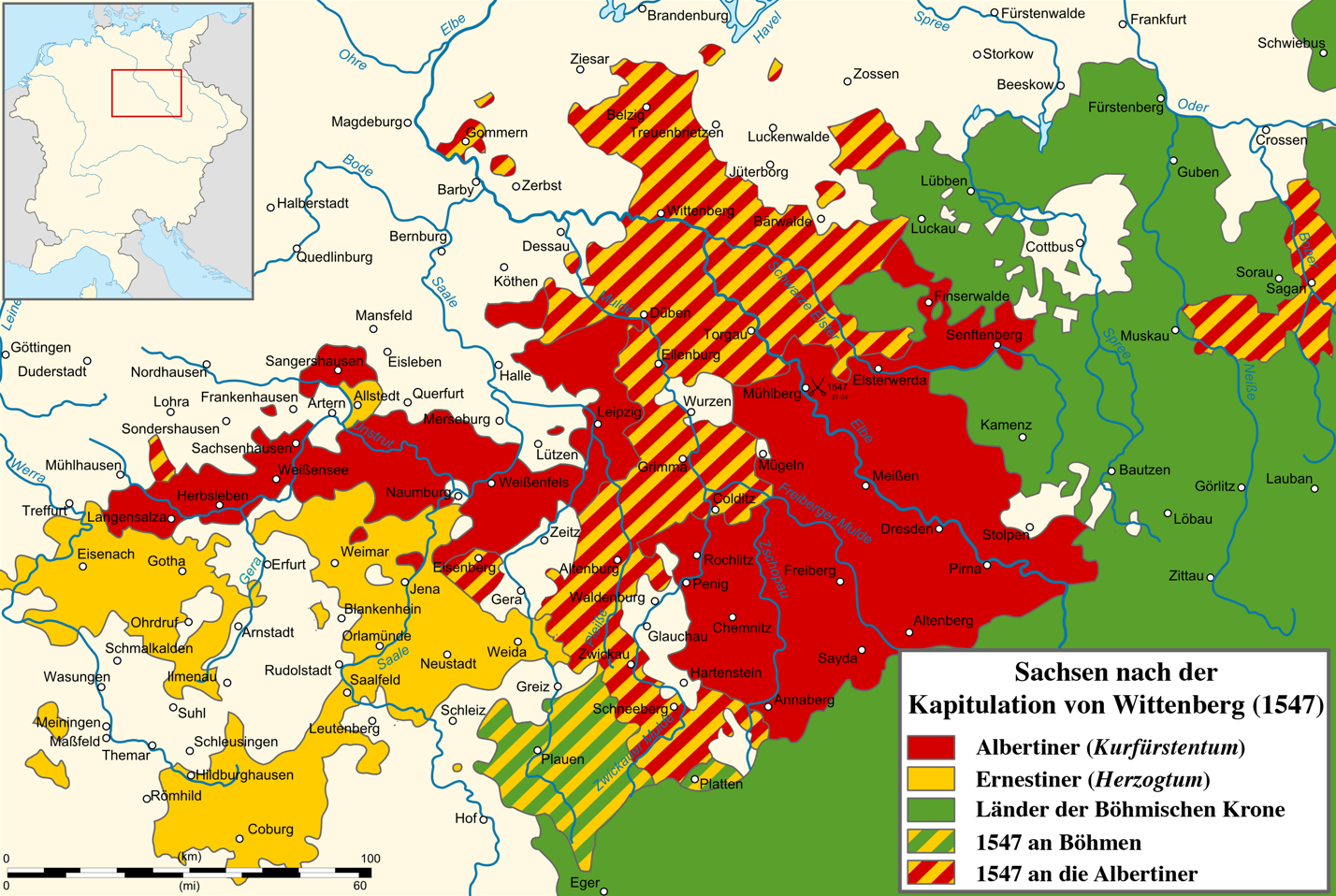
Gebietsänderungen in Sachsen und Thüringen nach der Wittenberger Kapitulation

Die Wittenberger Kapitulation am 19. Mai 1547 beendete den Schmalkaldischen Krieg, der in der Schlacht bei Mühlberg vom 24. April 1547 entschieden wurde. Sie wurde im kaiserlichen Feldlager Karls V. vor Wittenberg unterzeichnet. Im Ergebnis erhielt die albertinische Linie der Wettiner die sächsische Kurwürde von den Ernestinern. Die Gebiete um Wittenberg und Zwickau gingen ebenfalls auf die albertinische Linie über. Das ernestinische Vogtland und ein kleines Gebiet um Platten im Erzgebirge gingen zudem an die böhmische Krone.
Im Schmalkaldischen Krieg setzte sich der katholische Kaiser Karl V., verbündet mit dem protestantischen Herzog Moritz von Sachsen, u. a. gegen den sächsischen Kurfürsten Johann Friedrich I. durch, der der dauerhaften Übertragung der sächsischen Kurfürstenwürde an die Albertiner zustimmen musste. Johann Friedrich musste seine Gebiete östlich der Saale an Moritz von Sachsen abtreten.
Moritz konnte den Gewinn der sächsischen Kurwürde und die territoriale Erweiterung seines Machtbereichs politisch nutzen. Zusammen mit anderen oppositionellen deutschen Fürsten und im Bündnis mit dem französischen König Heinrich II. und mit Ferdinand, dem Bruder des Kaisers, gelang es ihm, Kaiser Karl V. 1552 zur Unterzeichnung des Passauer Vertrages zu bringen. Damit war der Protestantismus in Deutschland förmlich anerkannt, auch wenn der Kaiser den Vertrag nicht einzuhalten gedachte.
1554 wurden die Gebietsabtretungen der Ernestiner an die Albertiner durch den Naumburger Vertrag teilweise rückgängig gemacht.
Die Wittenberger Kapitulation mit der territorialen Beschneidung der ernestinischen Territorien war ein wichtiger Ausgangspunkt für die Gestalt des heutigen Landes Thüringen.